# (35913) 1999 JC97
1999 JC97 (asteroide 35913) é um asteroide da cintura principal. Possui uma excentricidade de 0.16318560 e uma inclinação de 15.80725º.
Este asteroide foi descoberto no dia 12 de maio de 1999 por LINEAR em Socorro.